# Rupt (rivière)
Pour les articles homonymes, voir Rupt (homonymie).
Le Rupt est une petite rivière française qui coule dans le département du Doubs. C'est un affluent droit de l'Allaine ou Allan, donc un sous-affluent du Rhône par le Doubs, et la Saône.

## Géographie
De 14,9 km de longueur, le Rupt naît sur le territoire de la commune de Le Vernoy, dans le département du Doubs. Dès sa naissance, il s'oriente vers le sud-est, direction qu'il maintient globalement tout au long de son parcours. Il se jette dans l'Allan en rive droite, à Bart, petite localité située en bordure occidentale (en aval) de l'agglomération de Montbéliard.

### Communes et cantons traversés
Le Rupt traverse les communes de Le Vernoy (source), Aibre, Semondans, Échenans, Raynans, Issans, Allondans, Dung et Bart (confluence), toutes situées dans le département du Doubs.

## Affluent
Le Rupt a un seul affluent référencé :
- le Moine (rd), 2,4 km sur les deux communes de Bart (confluence) et Presentevillers (source).

Donc son rang de Strahler est de deux.

## Hydrologie

### Le Rupt à Dung
le Rupt a été observé à la station U2356610 le Rupt à Dung depuis le 27 aout 1968 , à 322 m d'altitude et pour un bassin versant de 42,2 km2.
Le module du Rupt est de 0,58 m3/s. 

### Étiage ou basses eaux
Aux étiages, le VCN3 peut chuter jusque 0,033 m3/s, en cas de période quinquennale sèche, soit un vingtième du module environ. 

### Crues
Le QIX 2 et le QIX 5 valent respectivement 9,7 et 14 m3/s. Le QIX 10 vaut 16 m3/s, le QIX 20 vaut 19 m3/s  tandis que le QIX 50 se monte à 22 m3/s.
Le débit instantané maximal enregistré a été de 18,60 m3/s le 25 octobre 1999, tandis que le débit journalier maximal se montait à 14,70 m3/s le même jour, ainsi que la hauteur maximale instantanée à 192 cm soit 1,92 m. 

### Lame d'eau et débit spécifique
La lame d'eau écoulée dans le bassin versant de la rivière est de 435 millimètres annuellement, ce qui est élevé et résulte des précipitations abondantes sur l'ensemble de la surface de son bassin. Le débit spécifique (Qsp) se monte ainsi à 13,7 litres par seconde et par kilomètre carré de bassin.